# 46442 Keithtritton
46442 Keithtritton è un asteroide della fascia principale. Scoperto nel 2002, presenta un'orbita caratterizzata da un semiasse maggiore pari a 3,2190026 UA e da un'eccentricità di 0,1168877, inclinata di 15,90551° rispetto all'eclittica.
L'asteroide è dedicato all'astronomo Keith Peter Tritton.